# 陳廷謨 (天啓進士)
陳廷謨（1593年—1638年），字獻明，號沙南，直隸廣平府成安縣人，民籍，明朝政治人物。

## 生平
天啓二年（1622年）壬戌科進士。知沂水縣，調益都。属徵兵青属，索饷鼓噪，單騎往，諭以大義，發庫金二千給之，乃定。擢河南道御史，督鹾河東，禁參謁，督捞採，盡革夙弊。修宏運書院。流寇犯絳州，登城指授方畧，擊賊宵遁。以艱歸，服闋，巡按四川。時流寇逼漢中，捐贖金充饷，積榖赈饥，改建简州學宫，助修廣元、保寧城垣，事竣，就川南候代。寇忽至，行撫軍事，調兵措饷，閲月圍解，以病歸，卒。